# Zawisza Bydgoszcz
Maillots
Le Zawisza Bydgoszcz est un club polonais de football basé à Bydgoszcz. Il tire son nom de Zawisza Czarny (Zawisza le Noir), chevalier légendaire polonais du XVe siècle.

## Historique
- 1946 : fondation du club
- 1961 : 1re participation à la première division
- 1993 : 1re participation à la coupe d'Europe (Coupe Intertoto)

## Bilan sportif

### Palmarès
- Coupe de Pologne : 
  - Vainqueur (1) : 2014
- Supercoupe de Pologne :
  - Vainqueur (1) : 2014

### Bilan européen
Note : dans les résultats ci-dessous, le score du club est toujours donné en premier.
| Saison    | Compétition  | Tour            | Club          | Domicile | Extérieur | Total |
| --------- | ------------ | --------------- | ------------- | -------- | --------- | ----- |
| 2014-2015 | Ligue Europa | Deuxième tour Q | Zulte Waregem | 1 - 3    | 1 - 2     | 2 - 5 |

Légende
- Victoire ou qualification pour le tour suivant
- Match nul
- Défaite ou élimination de la compétition